# Barbara Floridia
Barbara Floridia (Messina, 5 febbraio 1977) è una politica italiana.
Senatrice della Repubblica dal 23 marzo 2018 per il Movimento 5 Stelle, di cui è stata dal 18 ottobre 2022 al 4 aprile 2023 capogruppo del Movimento 5 Stelle a Palazzo Madama, è stata sottosegretaria di Stato al Ministero dell'istruzione dal 1º marzo 2021 al 21 ottobre 2022 nel governo Draghi.
Dal 4 aprile 2023 presiede la commissione parlamentare per l'indirizzo generale e la vigilanza dei servizi radiotelevisivi.

## Biografia
Nata il 5 febbraio 1977 a Messina, cresciuta nell'omonima provincia a Venetico, dopo aver conseguito la maturità classica con 57 su 60 si è laureata in Lettere Moderne ad indirizzo storico-antico all'Università degli Studi di Messina con il voto di 110 e lode nel 2000, discutendo una tesi di Storia Romana sulle Ville Rustiche in Dacia e Dobrugia. Nello stesso anno è diventata docente di letteratura, italiano e latino, insegnando da docente precaria dal 2000 al 2007 in provincia di Vicenza e a Castiglione dei Pepoli (Bologna).
Ha frequentato la Scuola di specializzazione all'insegnamento secondario (SSIS), sempre presso l'Università degli Studi di Messina, ed è entrata in ruolo nel 2007 al liceo Tron di Schio, in provincia di Vicenza, successivamente trasferita al Santi Savarino di Partinico, in provincia di Palermo, dal 2017 titolare all'IIS Francesco Maurolico di Messina.

## Attività politica

### Gli inizi
Avvicinatasi, col passare del tempo, al Movimento 5 Stelle, ne diventa attivista e fonda insieme ad altri attivisti il meetup Nauloco a Venetico, collaborando con quello di Messina "Grilli dello Stretto". Nel meetup di Nauloco ha organizzato diversi incontri pubblici di formazione e informazione, realizzando molti banchetti per promuovere le iniziative del Movimento 5 Stelle.
Nel 2016 arriva alla ribalta nazionale, quando pubblica sulla sua pagina Facebook un video, intitolato "Buone feste da una insegnante italiana", contro la riforma scolastica Buona scuola del governo Renzi, che viene condiviso più di mezzo milione di volte, e che con la sua frase «non siamo i capponi di Renzi» diventa uno dei simboli della protesta degli insegnanti contro la riforma. Nello stesso anno partecipa, insieme a Giulia Grillo, alla campagna elettorale per promuovere il "No" al referendum costituzionale sulla riforma Renzi-Boschi.
Alle elezioni amministrative del 2017 si candida a sindaco nel comune di Venetico, in provincia di Messina, per il Movimento 5 Stelle (M5S), venendo sostenuta durante la campagna elettorale dagli esponenti del M5S Giancarlo Cancelleri, Ignazio Corrao e Alessandro Di Battista, ma non viene eletta.

### Elezione a senatrice
Alle elezioni politiche del 2018 viene candidata al Senato della Repubblica, tra le liste del M5S nella circoscrizione Sicilia all'interno del collegio plurinominale Sicilia - 02, venendo eletta senatrice della Repubblica. Nella XVIII legislatura della Repubblica è stata componente della 7ª Commissione Istruzione pubblica, beni culturali, della 13ª Commissione Territorio, ambiente, beni ambientali, della Commissione parlamentare per l'infanzia e l'adolescenza e della Commissione parlamentare d'inchiesta sulle attività illecite connesse al ciclo dei rifiuti e su illeciti ambientali ad esse correlati, oltre ad essere segretaria d'aula del gruppo parlamentare Movimento 5 Stelle al Senato dal 3 luglio 2018 al 16 ottobre 2019, oltrché vice-presidente dello gruppo parlamentare dal 31 ottobre 2019 al 23 giugno 2020.

### Sottosegretaria di Stato all’Istruzione
Il 25 febbraio 2021 viene indicato dal Consiglio dei Ministri come sottosegretario di Stato al Ministero dell'Istruzione nel governo Draghi, entrando in carica dal 1º marzo. In tale veste si occupa, per il Ministero dell'Istruzione, di ideare Rigenerazione Scuola, il piano per la transizione ecologica e culturale delle scuole, utile a rinforzare l'insegnamento dell'educazione civica; inoltre difende il reddito di cittadinanza, sostenendo che «non è solo un validissimo argine alla povertà, ma anche uno strumento per sottrarre manovalanza alla mafia e alla criminalità».
L'11 dicembre 2021 diventa membro del Comitato di Formazione e aggiornamento del Movimento 5 Stelle.
All'interno del Movimento 5 Stelle si è avvicinata a Giuseppe Conte, tanto che quando, a maggio 2022, pubblica con Rubbettino editore "Una nuova mappa per l'Italia", il primo saggio di politica del Movimento 5 Stelle, Conte gli fa la prefazione, assieme a Domenico De Masi.

### Primarie per le elezioni regionali in Sicilia 2022
In vista delle elezioni regionali in Sicilia del 2022 si candida alle elezioni primarie del centro-sinistra per scegliere il candidato Presidente della Regione Siciliana, indicata anche da Giuseppe Conte come candidata del Movimento 5 Stelle, ma arrivando seconda con quasi 10.330 voti dietro a Caterina Chinnici del Partito Democratico (PD). In seguito, tuttavia, il Movimento 5 Stelle si smarca dalla coalizione di centro-sinistra, complice la rottura a livello nazionale tra M5S e PD, decidendo di correre in solitaria a sostegno di Nuccio Di Paola, portavoce regionale del M5S e deputato all'Ars.

### Capogruppo del M5S al Senato

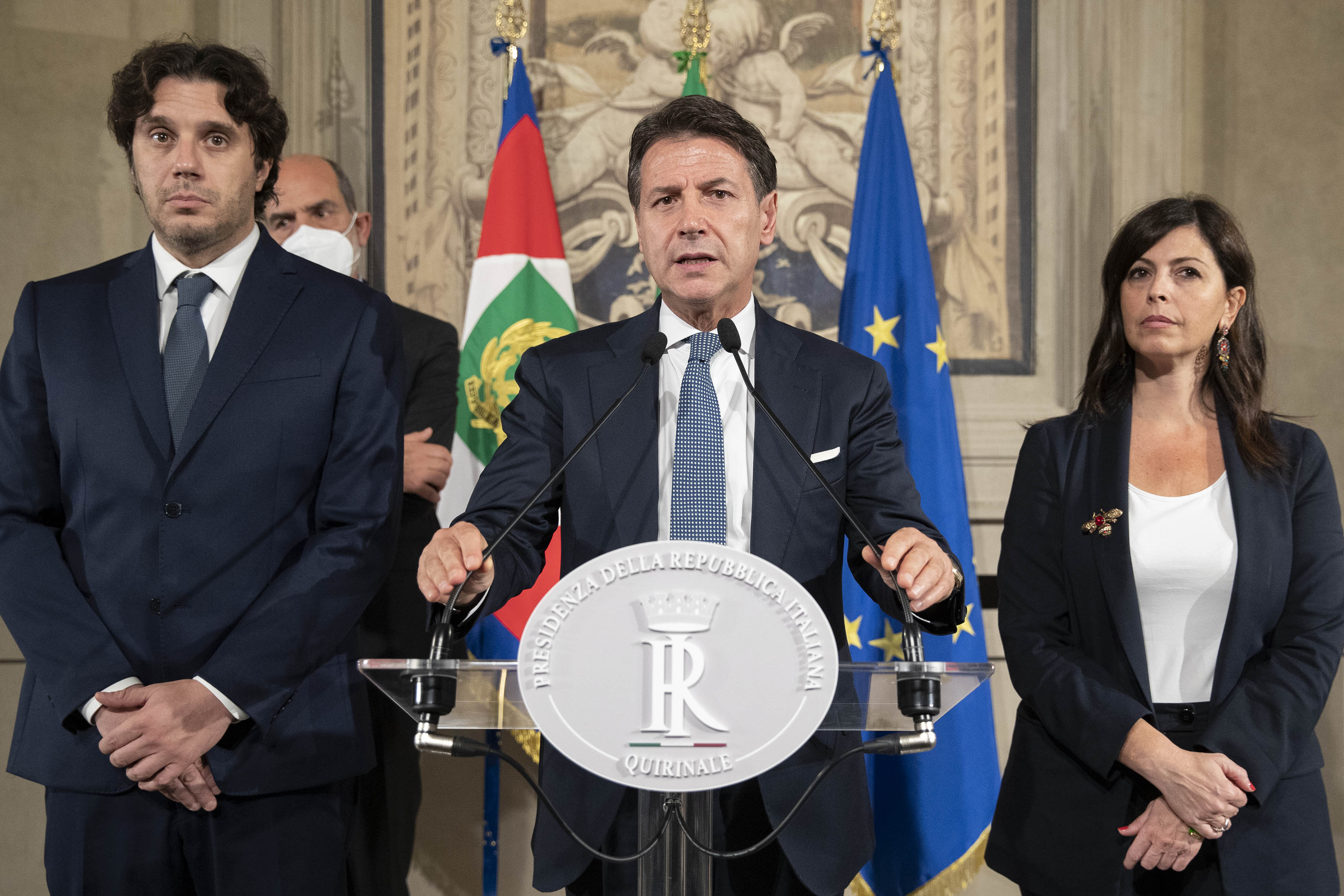
Floridia con Francesco Silvestri e il presidente del M5S Giuseppe Conte alle consultazioni al Quirinale

Alle elezioni politiche del 2022 viene ricandidata al Senato per il Movimento 5 Stelle, nel collegio uninominale Sicilia - 06 (Messina), oltreché come capolista nel collegio plurinominale Sicilia 2. Alla tornata elettorale Floridia viene sconfitta nel collegio uninominale, arrivando terza con il 18,02%, dietro a Dafne Musolino di Sud Chiama Nord (29,96%) e Carmela Bucalo del centro-destra, in quota Fratelli d'Italia (29,40%), risultando eletta invece nel plurinominale.
Nella XIX legislatura, il 18 ottobre 2022 viene eletta capogruppo del M5S al Senato della Repubblica, oltre ad essere componente della 6ª Commissione Finanze e tesoro.

### Presidente della commissione di vigilanza Rai
Il 4 aprile 2023, con 39 voti su 42, viene eletta presidente della Commissione di Vigilanza RAI. È la seconda donna nella storia della Repubblica a rivestire questo ruolo dopo Rosa Russo Iervolino.
È l'ideatrice degli Stati Generali del Servizio Pubblico, evento denominato “Le Sfide del Servizio Pubblico” tenutosi il 6 e il 7 novembre 2024 a Roma, nella prestigiosa Sala Zuccari del Senato della Repubblica. L’evento, nato con l’obiettivo di discutere e confrontarsi sul tema del Servizio Pubblico alla luce del Freedom Act Europeo, che impone un ripensamento del sistema italiano, ha visto la partecipazione di esperti e ospiti istituzionali e internazionali. Tra i tanti nomi di rilievo: il Presidente Mattarella (tramite una lettera), il Presidente del Senato, Noel Curran (Direttore di EBU, European Broadcasting Union) Alberto Angela, Geppi Cucciari, Marco Travaglio, Bruno Vespa e Giovanni Floris.

## Opere
- Una nuova mappa per l'Italia: prefazione di Giuseppe Conte e Domenico De Masi; Rubbettino, 2022.